# السيدة بابوشكا
السيدة بابوشكا هو اسم مستعار لامرأة مجهولة الهوية صورت أحداث اغتيال الرئيس جون كينيدي التي وقعت في دالاس ديلي بلازا عام 1963م وسبب تسميتها بالسيدة بابوشكا، بابوشكا هو اسم الوشاح الذي يرتدينه السيدات الروسيات الكبيرات بالسن أو السيدات الذين يسكنون القرى في روسيا.

## السيدة بابوشكا
أثناء تحليل لقطات فيلم اغتيال الرئيس الأمريكي جون كينيدي في عام 1963م، شوهدت امرأة غامضة كانت ترتدي معطف بني ووشاح على رأسها وهو ويبدو من الصور لهذه السيدة أنها كانت تحمل كاميرا وتقوم بالتصوير اثناء حادثة الاغتيال، واعتبرت غامضة لأسباب منها أنه ظهرت لقطات عديدة في الفيلم أنه أثناء إطلاق النار في المنطقة كان الناس يفرون وهي واقفة في مكانها تصور بثبات وبعد وقت قصير رحلت واختفت، والسبب الآخر ان مكتب التحقيقات الفيدرالي «إف بي آي» طلب علناً أن تتقدم هذه المرأة وتأتي للمكتب لتزويدهم بالصور والتحقيق معها ولكنها لم تحضر رغم البحث عنها، ولم يتم التعرف عليها إلى يومنا هذا.

## بيفرلي أوليفر
في عام 1970م أدعت امرأة اسمها بيفرلي أوليفير من جوشوا انها هي السيدة بابوشكا، وأدعت انها صورت الأحداث بكاميرا ياشيكا ولكن سرعان ما تبين زيف ادعائها لأنها أرادت الشهرة وقد نالتها لأن اسمها الآن مرتبط بلغز السيدة بابوشكا.